# Parc national du Riisitunturi
Le parc national du Riisitunturi (en finnois : Riisitunturin kansallispuisto) est un parc national de Finlande, au sud-est de la Laponie, sur le territoire de la municipalité de Posio. Il a été créé en 1982 et couvre 77 kilomètres carrés. Le parc est dans une zone montagneuse. Il entoure le mont Riisitunturi, un groupe de tunturis ayant un sommet dédoublé culminant à 465.3 mètres d'altitude (13 sommets au-delà de 400 mètres). L'essentiel du parc est couvert de forêts, avec de petits marais dispersés sur les pentes des collines. On peut y voir des élans.